# Аланна Краус
Аланна Краус (англ. Alanna Kraus) — канадська ковзанярка, що спеціалізувалася в шорт-треку,  олімпійська медалістка, призерка чемпіонатів світу.
Бронзову олімпійську медаль Краус виборола в складі канадської естафети на Олімпіаді 2002 року в Солт-Лейк-Сіті. На наступній Туринській олімпіаді канадська естафетна команда, до складу якої входила Краус, здобула срібні олімпійські нагороди.

## Зовнішні посилання
- Досьє на sports-reference.com [Архівовано 17 грудня 2012 у Wayback Machine.]

## Виноски
1. ↑  Salt Lake City 2002 Official Report - Volume 3 (PDF). Salt Lake Organizing Committee. LA84 Foundation. 2002. Архів оригіналу (PDF) за 20 лютого 2012. Процитовано 13 січня 2014. [Архівовано 20 лютого 2012 у Wayback Machine.]
2. ↑  Torino 2006 Official Report - Speed Skating (PDF). Torino Organizing Committee. LA84 Foundation. March 2009. Архів оригіналу (PDF) за 12 червня 2012. Процитовано 1 червня 2009. [Архівовано 12 червня 2012 у Wayback Machine.]